# Élections locales écossaises de 2007 à South Ayrshire
Pour un article plus général, voir Élections locales écossaises de 2007.

Les élections locales écossaises de 2007 à South Ayrshire se sont tenues le 3 mai 2007.

## Composition du conseil
Majorité absolue : 16 sièges
| Parti        | Sièges  |
| ------------ | ------- |
| Conservateur | 12 / 30 |
| Travailliste | 9 / 30  |
| SNP          | 8 / 30  |
| Indépendant  | 1 / 30  |